# 釘宮智子
釘宮 智子（くぎみや ともこ、1991年9月18日 - ）は、日本のアマチュアボクシング選手、警察官である。奈良県桜井市出身。階級はライト級。

## 来歴
小6でボクシングを始め、奈良朱雀高校に進み、ロサンゼルスオリンピック日本代表で名城信男も育てた高見公明の指導を受ける。
高校1、2年で全日本女子大会のバンタム級を連覇。
3年次には警察官を目指すため一時は試験勉強に取り組んでいたが、ロンドンオリンピックでの女子ボクシング採用を受けて、ライト級に転級。全日本選手権で2009年アジア室内競技大会フェザー級銅メダリストの水野知里を決勝で退け2階級制覇。オリンピック強化指定選手にも選ばれる。
2010年、平成国際大学に進学。内山高志も育てた木庭浩介の指導を仰ぐ。同年の広州アジア大会出場権を懸けた大会で水野を返り討ちにして出場権獲得。しかし本大会では1回戦敗退。直前の世界選手権も初出場を果たしたが1回戦敗退。
2011年はインドネシア大統領杯で銀メダル獲得、台北市カップでは日本人女子シニアでは初となる国際大会金メダルを獲得し最優秀選手にも選ばれる。年間表彰でアマ敢闘賞を受賞。
2012年2月の全日本選手権で優勝とともに世界選手権出場権を獲得した。
ロンドンオリンピック予選を兼ねた世界選手権では初戦は突破するも2戦目でキルギス代表に判定で敗れオリンピック出場を逃した。
オリンピック後に開かれた台北市カップで連覇。
12月の全日本選手権ではバンタム級優勝。
卒業後は警視庁に入庁。
2015年全日本選手権ではライト級に戻し2年ぶり7度目の優勝。
2016年1月25日、リオデジャネイロオリンピックアジア&オセアニア地区予選に出場する日本代表に選出。
3月に行われたアジア・オセアニア地区予選では1回戦で敗退。2大会連続でオリンピックを逃した。
その後はブランクを経て、2018年の全日本選手権で復帰し、2019年世界選手権日本代表にも選ばれる。
12月に行われた東京オリンピック予選日本代表選考会で全日本王者の濱本紗也と対戦するが、判定で敗れ3度目の正直はならなかった。

## 人物
- 高校の同級生にWBA・WBC世界ライトフライ級王者寺地拳四朗がいる[8]。

## 獲得タイトル
- 第6回全日本女子アマチュアボクシング大会バンタム級B優勝
- 第7回全日本女子アマチュアボクシング大会バンタム級B優勝
- 第8回全日本女子アマチュアボクシング選手権大会ライト級優勝
- 第1回台北市カップ国際ボクシングトーナメントライト級優勝
- 第10回全日本女子アマチュアボクシング選手権大会ライト級優勝
- 第2回台北市カップ国際ボクシングトーナメントライト級優勝
- 第11回全日本女子アマチュアボクシング選手権大会バンタム級優勝

## メディア出演
- 「夢をささえる食卓」（BS日テレ）
- 「FLOWERS〜美しきアスリートたち〜」（WOWOW）
- 「すぽると!」（フジテレビ系）